# Nelson Velázquez (beisbolista)
Nelson Velázquez (Carolina, Puerto Rico, 26 de diciembre de 1998) es un jugador profesional puertorriqueño de béisbol que se desempeña en la posición de jardinero izquierdo en Kansas City Royals, equipo de las Grandes Ligas de Béisbol (MLB).

## Carrera
Fue seleccionado en la quinta ronda en el Draft de la MLB de 2017. En 2022 hizo su debut profesional con el equipo Chicago Cubs, en el cual jugó dos temporadas (2022-2023), después pasó a Kansas City Royals, donde lleva jugando dos temporadas.